# 고토 미쓰타카
고토 미쓰타카(일본어: 後藤 光尊, 1978년 7월 27일 ~ )는 일본의 전 프로 야구 선수이며,야구 해설자 이자 야구 지도자이다. 현재 오릭스 버펄로스 1군 타격코치이다.

## 인물

### 프로 입단 전
아키타현 미나미아키타군 하치로가타정 출신으로 중학교 시절에는 야구와 럭비를 같이 활동하면서 특히 럭비에서는 현 대회에서 우승한 경험이 있다. 럭비의 명문으로 알려진 아키타 공업고등학교에 진학하여 1학년부터는 주전 선수로서 활약했고 고교 졸업 후 와세다 대학이나 메이지 대학에 진학시키는 것을 조건으로 스카우트되었지만 현내에서의 상급 학교인 아키타 고등학교로 전학을 가는 등 3학년 때 에이스 투수로서 제68회 선발 고등학교 야구 대회에 출전했다.
그 후 체육 특기생으로 호세이 대학에 진학했지만 이수 등록일에 일부 상급생들에 의해 기숙사에 감금되는 집단 괴롭힘을 받아 유급이 확정되면서 그 일로 인해 대학을 중퇴했다. 그 후 1997년에는 아키타 고등학교의 선배이자 사회인 야구팀 가와사키 제철 지바 야구부 사이토 감독의 부름을 받아 야구부의 연습생으로서 참가하여 1998년에 입사했다. 같은 해에 열린 제69회 도시 대항 야구 대회에 출전해 결승전에서는 프로 입단 후 고토의 팀메이트가 되는 가와고에 히데타카가 소속된 닛산 자동차와 상대하였지만 준우승에 그쳤다. 아시안 게임 일본 대표와 시드니 올림픽 야구 일본 대표팀의 후보 선수로 발탁되었고 사회인 야구팀 시절의 팀 동료는 같은 아키타 현 출신의 후지타 다이요가 있다.
2001년의 프로 야구 드래프트 회의에서 오릭스 블루웨이브로부터 10순위 지명을 받아 입단했다.

### 프로 입단 후

#### 2002년 ~ 2003년
6번·지명 타자로서 개막전 선발 멤버로 출전했고 4월에는 1번타자로 뛰면서 3개의 3루타를 기록해 장타력과 준족을 어필했다. 이듬해 2003년에는 시즌 개막 직후에 부상으로 인해서 출발이 늦어졌지만 6월부터는 2번, 7월 이후에는 9번·유격수로서 활약해 9월에는 끝내기 안타를 2개나 기록해 9개의 홈런도 기록했다. 오프에는 등번호를 1번으로 변경했다.

#### 2004년
시즌 초반에는 주전 유격수로서 출전했지만 타격 부진으로 인해 7월 이후에는 타격 호조를 이루고 있는 시오자키 마코토로 교체되어 히라노 게이이치와 같은 내야수와 큰 차이를 보였다. 같은 해 시즌 종료 후 오사카 긴테쓰 버펄로스와의 구단 합병·분배 드래프트에 의해 오릭스 버펄로스와 계약을 맺었고 이 때 긴테쓰의 등번호 1번은 스즈키 게이시가 달고 있던 영구 결번이었기 때문에 합병 구단에 있어서의 등번호 1번의 취급이 검토되었다. 고토는 합병 후에도 등번호 1번을 희망하면서 스즈키도 “자신의 영구 결번은 어디까지나 긴테쓰에서의 기록에 의한 것”이라고 이를 승낙했기 때문에 합병 후에도 등번호 1번을 착용하게 되었다.

#### 2005년
데뷔 후 처음으로 100경기 이상 출전하여 규정 타석에는 채우지 않았지만 개인 최고 타율인 2할 9푼 5리를 기록하는 등 타격 호조를 보였다. 같은 해에는 구단 합병에 의해 유격수인 아베 마사히로가 입단했기 때문에 주로 3루수나 지명 타자로서의 출전이었다. 어느 정도의 장타력과 주력을 갖고 있는 것부터 타선을 고정할 수 없는 팀 사정이나 대전 상대에 의해서 타순을 크게 바꾸는 오기 아키라 감독의 지휘봉도 있어 전타순에서의 선발 출전을 달성했다.

#### 2006년
나카무라 노리히로가 3루에 들어갔기 때문에 시오자키, 미즈구치 에이지 등과 2루수의 주전 자리를 경쟁하는 기용이 생각되고 있었다. 그러나 아베의 장기 이탈, 나카무라의 부진 등에서 나갈 기회가 증가해 전반기에서는 타율 3할을 기록하는 등 빈타에 시달리고 있는 팀에 있어서의 귀중한 존재가 되었다. 후반기에서는 작년보다 성적이 떨어졌지만 같은 해 2번과 4번 이외의 모든 타순에서 선발 멤버로 출전했다. 수비에서는 안정된 면에서 성장이 보여지면서 1루수 2경기, 2루수 72경기, 3루수 11경기, 유격수 27경기로 내야에서의 4개 포지션 모두를 지켰다. 오프 시즌에 취임한 테리 콜린스 감독의 등번호가 1번으로 확정되면서 등번호를 24번으로 변경했다.

#### 2007년
개막 초에는 같은 해에 입단한 그렉 라로카가 3루수에, 신인 선수 오비키 게이지가 유격수로 기용되었다. 그러나 아베가 부상으로 이탈한 4월과 5월에는 2루수, 라로카가 전력에서 이탈한 6월에는 3루수, 시즌 종반에 오비키가 타격 부진에 시달리면서 유격수로 출전했다. 9월 17일의 지바 롯데 마린스전에서는 연장전에 들어가 외야수를 전원 다 사용했기 때문에, 프로 입단 후 처음으로 정규 경기에서의 좌익수를 맡았다. 그 당시의 심경에 대해 “연습은 하고 있었지만 깜짝 놀랐다. 하지만, 1개 정도는 잡고 싶었다(수비 기회는 없었기 때문에)”라고 말했다. 초반에는 타율 2할대 전반에 침체되고 있던 타격은 막판에 들어서면서 회복되어 9월에는 전 경기에 모두 출전했다. 같은 수비 위치와 타순으로 6경기 이상 연속 선발 멤버에 기용되지 않는 가운데 개인 최다인 107경기에 출전, 첫 두 자릿수 홈런, 팀내 4위인 34타점을 기록했다. 그리고 1, 3, 4번 이외의 타순에서 선발 멤버로 출전했다.

#### 2008년

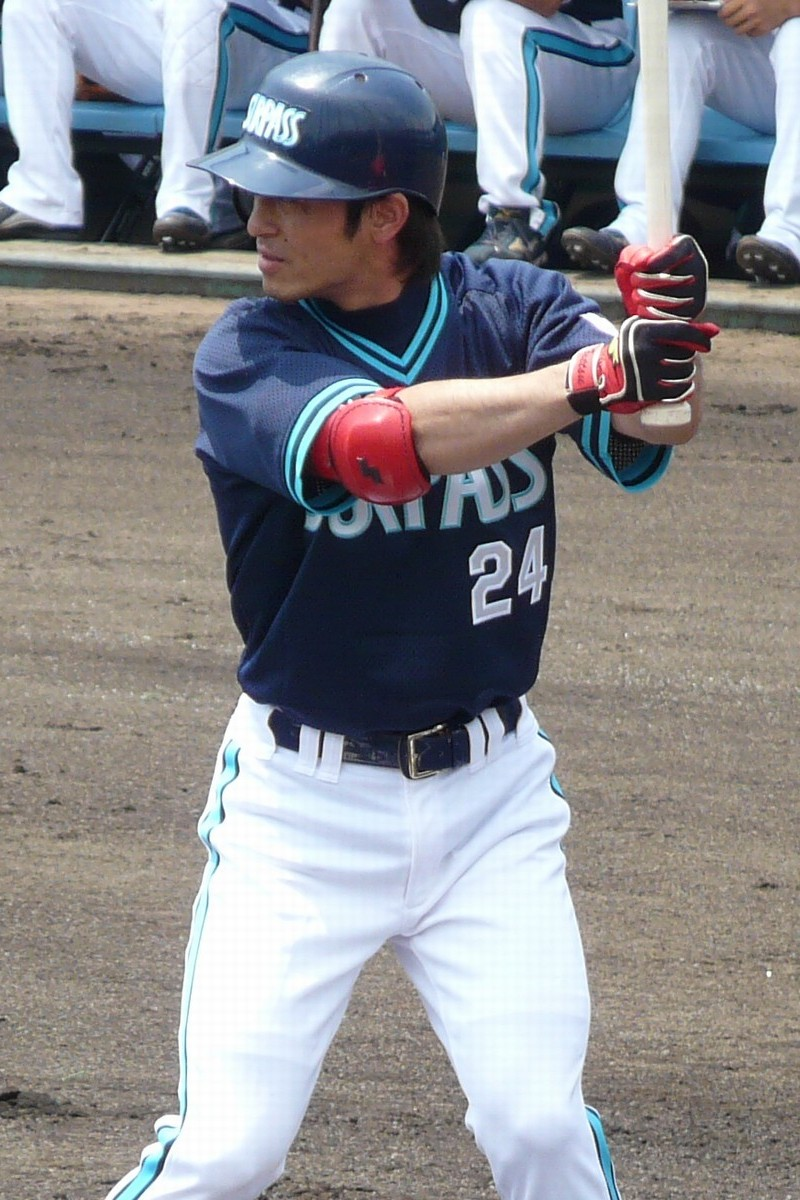
타석에서의 고토(2008년 7월 30일)

옥외 구장에서 신·구 응원가가 교대로 연주되도록 변경되었고 개막 직후에는 부진했지만 5월부터는 서서히 회복세로 들어갔다. 7월 5일의 홋카이도 닛폰햄 파이터스전에서는 이나바 아쓰노리의 타구를 잡았을 때 오른쪽 어깨가 바닥에 부딪히면서 부상을 당해 전력에서 이탈되었다. 8월 10일의 지바 롯데전에서는 복귀했고 9월에는 5번 타자로 뛸 기회도 증가되면서 월간 21타점을 기록했다. 같은 해 처음으로 규정 타석을 채워 115경기에 출전하면서 14홈런, 57타점을 기록해 작년까지 부담스럽게 여겨지고 있던 사우스포에 대해서는 타율 3할 3리를 기록하는 등 타율, 홈런, 타점은 팀 내에서 최고의 성적을 기록했다. 또, 리그 4위인 2루타와 도루(사카구치 도모타카와 동률)는 팀내 최고 기록이었다. 오프 시즌에는 시즌 도중인 5월에 콜린스 감독이 사임하면서 비어있는 등번호가 되고 있던 등번호 1번을 다시 착용하게 되었다.

#### 2009년
개막으로부터 주전 2루수로 차지했지만 4월 23일에 자신이 던진 송구가 팀 동료였던 알렉스 카브레라의 다리를 맞히는 등 전력에서 이탈시켰고 고토 본인도 5월 16일 경 오른쪽 허벅지 뒷부분에 부상을 당하면서 1군 등록이 말소되는 등 조기 회복을 목표로 두었지만 재발이 반복되었다. 9월 15일의 복귀 경기인 후쿠오카 소프트뱅크 호크스전에 대타로 출전하면서 결승 적시타를 때려냈고 다음날에는 솔로 홈런을 기록했다. 9월 17일의 소프트뱅크전에서는 1점차로 뒤지고 있는 상황에서 9회말에 마하라 다카히로로부터 동점 솔로 홈런, 연장 10회말에 끝내기 희생 플라이를 때려내는 등의 활약도 있었지만 작년 시즌의 절반 이하였던 54경기 출전하는 것에 그치면서 성적도 침체되었다.

#### 2010년
오카다 아키노부가 차기 감독으로 부임하면서 시즌 전부터 3번타자로 지명되었고 개막 2경기째의 도호쿠 라쿠텐 골든이글스전에서는 9회 1사로부터 동점 홈런을 때려냈지만 3·4월의 월간 타율 2할 6푼 5리였다. 교류전에 들어가면서 서서히 컨디션을 올려 교류전 타율 3할 6푼 9리, 한신 타이거스와의 경기에서는 4경기에서의 17타수 10안타, 2홈런, 7타점을 기록하는 등 팀의 교류전 첫 우승에 기여했다. 8월에는 오릭스 선수 회장 히다카 다케시와 팀내 최고령 선수인 다구치 소가 2군에서의 조정 때문에 정신적 지주가 부족한 상황을 타파하는 목적으로 구단에서는 첫 캡틴제 도입에 따른 게임·캡틴으로 임명되었다.
그 후에도 3번 타자로서 계속 출전해 9월 26일의 지바 롯데전에서는 연장 10회에 야부타 야스히코로부터 끝내기 2점 홈런을 날리는 등 143경기에 출전해 타율 2할 9푼 5리, 16홈런, 73타점을 기록했다. 2루수로서는 1955년의 로베르토 바본이 기록한 것을 경신해 구단 신기록이 되는 174개의 안타를 기록하면서 개인 최고 성적을 남겼다. 또, 야수중에서는 기타가와 히로토시와 함께 2명만 시즌 통해서 1군에 계속 등록되었다. 같은 해 8월 11일에는 국내 FA권을 취득해 11월 12일에 잔류를 기본선으로서 권리를 행사하여 11월 26일에 “오카다 감독에게 보답하고 싶다”라고 말하는 등 오릭스의 잔류를 표명했다.

#### 2011년
개막전에서 9회말 1사 상황에서 완투승을 눈 앞에 두고 있는 와다 쓰요시로부터 동점 솔로 홈런을 때려내 팀의 패전을 면하는 결정적인 플레이도 보였지만 시즌 초반에 극도의 부진에 시달렸고, 위장염으로 인해 5월 12일에는 등록이 말소되었다. 5월 31일의 요코하마 베이스타스전에서 복귀해 컨디션을 서서히 끌어올렸다.
8월 11일의 라쿠텐전에서 4번 타자로 출전해 홈런을 기록했고, 프로 야구 사상 9번째가 되는 전타순 홈런을 달성했다. 8월 14일의 세이부전으로부터 9월 15일의 라쿠텐전까지 안타를 때려내면서 구단 역사상 최초이자 퍼시픽 리그에서 역대 5위 타이 기록이 되는 26경기 연속 안타를 기록했다. 9월 16일의 지바 롯데전에서는 무안타에 그쳤지만 이 경기에서 볼넷을 선택하여 연속 경기 출루가는 계속되는 등 10월 5일의 세이부전까지 43경기 연속 출루를 기록했다. 결국 9월에는 전체 25경기 가운데 9월 16일의 지바 롯데전을 제외한 24경기로, 퍼시픽 리그 역대 4위 기록인 월간 44개의 안타와 월간 타율 4할 3푼 6리를 기록해 자신의 첫 월간 MVP를 수상했다. 최종적으로는 타율도 리그 3위인 타율 3할 1푼 2리를 기록해 본인으로서는 처음으로 3할 대의 타율을 경신했다.

#### 2012년
시즌 시작과 함께 3년 연속으로 개막전에 출전하면서 3번 타순에 배치되었으나 4월달에 이대호와 같이 동반부진했고, 5월달에 이대호가 타격감을 회복했음에도 불구하고 극도로 부진해 이대호 앞에서 계속 찬스를 무산시키는 모습을 보였다. 결국 올스타전을 전후해서 2군에 내려갔다. 7월 29일 닛폰햄전에서는 9회말에 다케다 히사시로부터 통산 999번째 안타를 자신의 7번째인 끝내기 안타로 때려냈고 7월 31일의 세이부전에서 첫 회에 이시이 가즈히사로부터 통산 1000안타가 되는 적시 2루타를 때려내는 등 약간 회복된 모습을 보였으나 결국 출루율은 2할 6푼 6리를 기록, 규정타석 충족 타자 중 출루율이 저조했다.

## 플레이 스타일
펀치력이 있는 중거리 타자로 축의 치우침이 없는 날카로운 스윙으로부터 라이너성 타구를 때려내 홈구장인 교세라 돔 오사카에서 가진 경기에서는 가운데로 몰리는 공을 5층 관중석까지 옮긴 적도 있다. 2008년에는 공의 중심부에 맞추는 것을 중시해 좌완 투수와 상대할 때의 타율이 3할 3푼을 자랑했지만 2006년부터 2010년까지 타율이 2할 5푼 2리를 기록하며 고전하고 있다. 몰리면 무른 경향이 있어 몰리지 않는 동안에 적극적으로 치고 나가면서 타격 성적이 상승했다.
2008년에는 13개의 도루를 기록했지만 좌타자이면서 1루 도달은 4초 후반이 많은 편이고 수비는 내야의 모든 포지션을 지킬 수 있는 유틸리티 플레이어로서 2루수로서의 기용이 비교적으로 많다. 외야수로 연습하는 일도 있어 2007년에는 1경기에서만 좌익수로 뛴 적이 있다.

## 기타
- 애칭은 곳쓰(ゴッツ)이다.
- 경기 종료 후 웨이트 트레이닝 하는 것을 빠뜨리지 않았고, 체지방률은 9%이다. 술을 마시지 못하는 성격을 갖고 있어 특히 팀메이트와 그다지 식사하러 가는 성격은 아니었다.
- 2010년에 취임한 오카다 아키노부 감독에게서는 팀 리더로서의 역할이 기대되어 애당초에는 자신이 독불 장군과 같은 성격인 것을 모아 두어 고민했지만 시즌 도중에는 무리가 없는 리더 상이 보였다고 말해지고 있다.

## 상세 정보

### 출신 학교
- 아키타 현립 아키타 고등학교
- 호세이 대학(중퇴)

### 선수 경력
사회인 시대
- 가와사키 제철 지바

프로팀 경력
- 오릭스 블루웨이브·오릭스 버펄로스(2002년 ~ 2013년)
- 도호쿠 라쿠텐 골든이글스(2014년 ~ 2016년)

지도자 및 기타 경력
- J SPORTS, 히가시닛폰 방송, 도호쿠 방송 야구해설자(2017년 ~ 2018년)
- 오릭스 버펄로스 2군 내야 수비 주루 코치(2019년)
- 오릭스 버펄로스 1군 타격코치(2020년 ~ )

### 수상·타이틀 경력
- 월간 MVP : 1회(2011년 9월)

### 개인 기록

#### 첫 기록
- 첫 출장·첫 선발 출장 : 2002년 3월 30일, 대 오사카 긴테쓰 버펄로스 1차전(오사카 돔), 6번·지명 타자로서 선발 출장
- 첫 타석 : 상동, 1회초에 숀 버그먼의 앞에서 삼진
- 첫 도루 : 상동, 6회초에 2루 안착(투수 : 숀 버그먼, 포수 : 후지이 아키히토)
- 첫 안타 : 상동, 8회초에 미사와 고이치로부터 2루 내야 안타
- 첫 홈런·첫 타점 : 2002년 4월 15일, 대 오사카 긴테쓰 버펄로스 3차전(그린 스타디움 고베), 5회말에 제레미 파웰로부터 우월 솔로 홈런

#### 기록 달성 경력
- 통산 1000경기 출장 : 2012년 6월 17일, 대 주니치 드래건스 4차전(교세라 돔 오사카), 3번·2루수로서 선발 출장 ※역대 452번째
- 통산 1000안타 : 2012년 7월 31일, 대 사이타마 세이부 라이온스 12차전(세이부 돔), 1회초에 이시이 가즈히사로부터 우중간 적시 2루타 ※역대 269번째

#### 기타
- 전타순 홈런 : 2011년 8월 11일, 대 도호쿠 라쿠텐 골든이글스 15차전(교세라 돔 오사카), 4번·2루수로 선발 출장, 1회말에 나가이 사토시로부터 우중간에 2점 홈런 ※역대 9번째[2]

### 등번호
- 49(2002년 ~ 2003년)
- 1(2004년 ~ 2006년, 2009년 ~ 2013년)
- 24(2007년 ~ 2008년)
- 4(2014년 ~ 2016년)
- 94(2019년 ~ )

### 연도별 타격 성적
| 연 도      | 소 속      | 경 기 | 타 석 | 타 수 | 득 점 | 안 타 | 2 루 타 | 3 루 타 | 홈 런 | 루 타 | 타 점 | 도 루 | 도 루 자 | 희 생 번 | 희 생 플 | 볼 넷 | 고 4 | 사 구 | 삼 진 | 병 살 타 | 타 율 | 출 루 율 | 장 타 율 | O P S |
| ---------- | ---------- | ----- | ----- | ----- | ----- | ----- | ------- | ------- | ----- | ----- | ----- | ----- | -------- | -------- | -------- | ----- | ---- | ----- | ----- | -------- | ----- | -------- | -------- | ----- |
| 2002년     | 오릭스     | 39    | 102   | 94    | 11    | 23    | 4       | 3       | 2     | 39    | 8     | 1     | 1        | 4        | 0        | 3     | 0    | 1     | 16    | 1        | .245  | .276     | .415     | .690  |
| 2003년     | 오릭스     | 99    | 341   | 318   | 42    | 85    | 15      | 5       | 9     | 137   | 29    | 7     | 11       | 6        | 0        | 10    | 0    | 7     | 68    | 5        | .267  | .304     | .431     | .735  |
| 2004년     | 오릭스     | 53    | 179   | 170   | 24    | 44    | 10      | 0       | 1     | 57    | 18    | 4     | 2        | 2        | 0        | 5     | 0    | 2     | 24    | 4        | .259  | .288     | .335     | .623  |
| 2005년     | 오릭스     | 105   | 347   | 325   | 49    | 96    | 27      | 2       | 9     | 154   | 42    | 6     | 4        | 2        | 0        | 11    | 2    | 9     | 32    | 12       | .295  | .336     | .474     | .810  |
| 2006년     | 오릭스     | 95    | 307   | 290   | 26    | 78    | 14      | 2       | 3     | 105   | 21    | 4     | 0        | 4        | 0        | 11    | 1    | 2     | 51    | 2        | .269  | .300     | .362     | .662  |
| 2007년     | 오릭스     | 107   | 337   | 314   | 28    | 80    | 16      | 2       | 10    | 130   | 34    | 5     | 7        | 4        | 3        | 14    | 3    | 2     | 26    | 7        | .255  | .288     | .414     | .702  |
| 2008년     | 오릭스     | 115   | 447   | 410   | 52    | 117   | 32      | 0       | 14    | 191   | 57    | 13    | 6        | 7        | 3        | 16    | 2    | 11    | 88    | 5        | .285  | .327     | .466     | .793  |
| 2009년     | 오릭스     | 54    | 219   | 208   | 23    | 57    | 12      | 0       | 4     | 81    | 17    | 8     | 3        | 1        | 2        | 8     | 1    | 0     | 36    | 4        | .274  | .298     | .389     | .688  |
| 2010년     | 오릭스     | 143   | 632   | 590   | 82    | 174   | 32      | 3       | 16    | 260   | 73    | 2     | 1        | 0        | 2        | 32    | 2    | 8     | 96    | 20       | .295  | .339     | .441     | .780  |
| 2011년     | 오릭스     | 130   | 553   | 526   | 54    | 164   | 19      | 4       | 8     | 215   | 55    | 14    | 6        | 0        | 5        | 17    | 2    | 5     | 74    | 9        | .312  | .336     | .409     | .745  |
| 2012년     | 오릭스     | 131   | 546   | 520   | 52    | 126   | 21      | 0       | 4     | 159   | 43    | 3     | 2        | 1        | 6        | 14    | 0    | 5     | 74    | 8        | .242  | .266     | .306     | .572  |
| 2013년     | 오릭스     | 69    | 271   | 255   | 17    | 62    | 9       | 0       | 3     | 80    | 16    | 1     | 4        | 1        | 1        | 11    | 1    | 3     | 41    | 7        | .243  | .281     | .314     | .595  |
| 통산：12년 | 통산：12년 | 1140  | 4281  | 4020  | 460   | 1106  | 211     | 21      | 83    | 1608  | 413   | 68    | 47       | 32       | 22       | 152   | 14   | 55    | 626   | 84       | .275  | .309     | .400     | .711  |

- 2012년 기준.

### 연도별 수비 성적
| 연도 | 2루  | 2루  | 2루  | 2루  | 2루  | 2루    | 3루  | 3루  | 3루  | 3루  | 3루  | 3루    | 유격 | 유격 | 유격 | 유격 | 유격 | 유격   | 외야 | 외야 | 외야 | 외야 | 외야 | 외야   |
| 연도 | 경기 | 척살 | 보살 | 실책 | 병살 | 수비율 | 경기 | 척살 | 보살 | 실책 | 병살 | 수비율 | 경기 | 척살 | 보살 | 실책 | 병살 | 수비율 | 경기 | 척살 | 보살 | 실책 | 병살 | 수비율 |
| ---- | ---- | ---- | ---- | ---- | ---- | ------ | ---- | ---- | ---- | ---- | ---- | ------ | ---- | ---- | ---- | ---- | ---- | ------ | ---- | ---- | ---- | ---- | ---- | ------ |
| 2002 | -    | -    | -    | -    | -    | -      | 18   | 8    | 29   | 2    | 3    | .949   | 11   | 17   | 17   | 2    | 5    | .994   | -    | -    | -    | -    | -    | -      |
| 2003 | 9    | 8    | 17   | 1    | 1    | .962   | 22   | 8    | 43   | 0    | 5    | 1.000  | 75   | 96   | 176  | 17   | 43   | .941   | -    | -    | -    | -    | -    | -      |
| 2004 | -    | -    | -    | -    | -    | -      | -    | -    | -    | -    | -    | -      | 53   | 77   | 126  | 8    | 30   | .962   | -    | -    | -    | -    | -    | -      |
| 2005 | -    | -    | -    | -    | -    | -      | 45   | 26   | 73   | 4    | 6    | .961   | 40   | 55   | 91   | 6    | 30   | .961   | -    | -    | -    | -    | -    | -      |
| 2006 | 17   | 24   | 32   | 1    | 9    | .982   | 10   | 7    | 18   | 3    | 3    | .893   | 69   | 86   | 207  | 9    | 42   | .970   | -    | -    | -    | -    | -    | -      |
| 2007 | 72   | 165  | 182  | 5    | 44   | .986   | 11   | 2    | 16   | 1    | 0    | .947   | 27   | 31   | 64   | 3    | 13   | .969   | 1    | 0    | 0    | 0    | 0    | ----   |
| 2008 | 93   | 217  | 267  | 6    | 61   | .988   | 1    | 0    | 1    | 0    | 0    | 1.000  | 27   | 37   | 68   | 1    | 10   | .991   | -    | -    | -    | -    | -    | -      |
| 2009 | 54   | 117  | 210  | 6    | 54   | .982   | -    | -    | -    | -    | -    | -      | -    | -    | -    | -    | -    | -      | -    | -    | -    | -    | -    | -      |
| 2010 | 143  | 318  | 404  | 8    | 74   | .989   | -    | -    | -    | -    | -    | -      | -    | -    | -    | -    | -    | -      | -    | -    | -    | -    | -    | -      |
| 2011 | 129  | 284  | 389  | 10   | 62   | .985   | -    | -    | -    | -    | -    | -      | -    | -    | -    | -    | -    | -      | -    | -    | -    | -    | -    | -      |
| 통산 | 517  | 1133 | 1505 | 37   | 305  | .986   | 107  | 51   | 180  | 10   | 17   | .959   | 302  | 399  | 749  | 46   | 173  | .961   | 1    | 0    | 0    | 0    | 0    | ----   |